# William Henry Franklin
Pour les articles homonymes, voir Franklin.
William Henry « Bill » Franklin, né le 2 octobre 1911 à Mile End et mort au combat le 12 décembre 1940 dans le Manche, est un pilote de chasse britannique.
Pilote de chasse de la Royal Air Force (RAF) lors de la Seconde Guerre mondiale, il abat plus de 13 avions ennemis dans le cadre de l'évacuation de Dunkerque et pendant la bataille d'Angleterre.